# Pablo Barrientos
Pablo César Barrientos (Puan, 17 januari 1985) is een Argentijns voormalig voetballer die doorgaans speelde als middenvelder. Tussen 2003 en 2020 was hij actief voor San Lorenzo, FK Moskou, opnieuw San Lorenzo, Catania, Estudiantes, opnieuw San Lorenzo, Deportivo Toluca en Nacional.

## Clubcarrière
Barrientos speelde in de jeugdopleiding van Huracán, maar hij brak door bij San Lorenzo. Na drie seizoenen verhuisde de Argentijn naar FK Moskou. Hier speelde hij opnieuw drie jaar, waarna hij nog even verhuurd werd aan zijn oude club San Lorenzo. Italië bleek de nieuwe bestemming voor de middenvelder, waar Catania zijn nieuwe werkgever werd. De Italianen betaalde circa vier miljoen euro voor de overgang. In het begin kwam Barrientos niet veel aan spelen toe en hij werd hierop een tijdje verhuurd aan het Argentijnse Estudiantes. Na zijn terugkeer veroverde hij een vaste rol op het middenveld van de Sicilianen. Na afloop van zijn verbintenis bij Catania keerde Barrientos voor de tweede maal terug bij San Lorenzo. In de zomer van 2016 verkaste de Argentijn naar Deportivo Toluca, waar hij zijn handtekening zette onder een verbintenis voor de duur van twee seizoenen. Drie jaar later werd Nacional de nieuwe werkgever van Barrientos. In februari 2020 besloot Barrientos op vijfendertigjarige leeftijd een punt te zetten achter zijn actieve loopbaan.

## Clubstatistieken
| Seizoen | Club             | Competitie       | Competitie | Competitie | Beker | Beker | Internationaal | Internationaal | Totaal | Totaal |
| Seizoen | Club             | Competitie       | Wed.       | Dlp.       | Wed.  | Dlp.  | Wed.           | Dlp.           | Wed.   | Dlp.   |
| ------- | ---------------- | ---------------- | ---------- | ---------- | ----- | ----- | -------------- | -------------- | ------ | ------ |
| 2003    | San Lorenzo      | Primera División | 7          | 0          | 0     | 0     | —              | —              | 7      | 0      |
| 2004    | San Lorenzo      | Primera División | 31         | 5          | 0     | 0     | 5              | 0              | 36     | 5      |
| 2005    | San Lorenzo      | Primera División | 38         | 2          | 0     | 0     | —              | —              | 38     | 2      |
| 2006    | FK Moskou        | Premjer-Liga     | 8          | 2          | 0     | 0     | —              | —              | 8      | 2      |
| 2007    | FK Moskou        | Premjer-Liga     | 30         | 4          | 0     | 0     | —              | —              | 22     | 4      |
| 2008    | FK Moskou        | Premjer-Liga     | 3          | 0          | 0     | 0     | 0              | 0              | 3      | 0      |
| 2008/09 | → San Lorenzo    | Primera División | 21         | 8          | 0     | 0     | 2              | 0              | 23     | 8      |
| 2009/10 | Catania          | Serie A          | 2          | 0          | 2     | 0     | —              | —              | 4      | 0      |
| 2010/11 | → Estudiantes    | Primera División | 13         | 0          | 0     | 0     | 6              | 2              | 19     | 2      |
| 2011/12 | Catania          | Serie A          | 25         | 4          | 1     | 0     | —              | —              | 26     | 4      |
| 2012/13 | Catania          | Serie A          | 31         | 5          | 4     | 0     | —              | —              | 35     | 5      |
| 2013/14 | Catania          | Serie A          | 28         | 5          | 0     | 0     | —              | —              | 28     | 5      |
| 2014    | San Lorenzo      | Primera División | 12         | 1          | 0     | 0     | 5              | 1              | 17     | 2      |
| 2015    | San Lorenzo      | Primera División | 22         | 1          | 2     | 0     | 5              | 0              | 29     | 1      |
| 2016    | San Lorenzo      | Primera División | 13         | 1          | 3     | 2     | 3              | 0              | 19     | 3      |
| 2016/17 | Deportivo Toluca | Liga MX          | 35         | 8          | 6     | 0     | —              | —              | 41     | 8      |
| 2017/18 | Deportivo Toluca | Liga MX          | 35         | 5          | 8     | 1     | —              | —              | 43     | 6      |
| 2018/19 | Deportivo Toluca | Liga MX          | 28         | 2          | 1     | 0     | 2              | 0              | 31     | 2      |
| 2019/20 | Nacional         | Primera División | 10         | 0          | 0     | 0     | 2              | 0              | 12     | 0      |
| Totaal  | Totaal           | Totaal           | 393        | 53         | 27    | 3     | 30             | 4              | 450    | 60     |

## Erelijst
| Competitie        |             |                  |             |             |
| Competitie        | Aantal      | Jaren            |             |             |
| Estudiantes       | Estudiantes | Estudiantes      | Estudiantes | Estudiantes |
| ----------------- | ----------- | ---------------- | ----------- | ----------- |
| Primera División  | 1           | Apertura 2010/11 |             |             |
| San Lorenzo       |             |                  |             |             |
| Copa Libertadores | 1           | 2014             |             |             |